# Baar (Geschichte)
Baar (Althochdeutsch para oder bara) ist die Bezeichnung für einen bzw. mehrere Bezirk(e) im frühmittelalterlichen Alamannien, nach denen die Landschaft Baar benannt wurde. Bei einer Baar scheint es sich ursprünglich um eine Bezeichnung für ein herrschaftliches Gebiet, ähnlich den Gauen, gehandelt zu haben, ohne dass eine genaue Abgrenzung zwischen einem Gau, einer Huntare und einer Baar gemacht werden kann. Ursprünglich gab es zwei große Baaren, nämlich die Bertoldsbaar (auch Westbaar, erstreckte sich über die Landschaft Baar) und die Ostbaar (um Obermarchtal). Diese Baaren zerfielen in mehrere kleinere Bezirke:
- Bertoldsbaar (Westbaar, erste Nennung 763)
  - Adelhardsbaar (bei Donaueschingen, so genannt ab 769, vermutlich nach Graf Adalhard, der die Adelhardsbaar zwischen 763 und 775 verwaltete)
  - Grafschaft Scherra (so genannt seit 854) Grafschaft Scherra (grün umrandet)

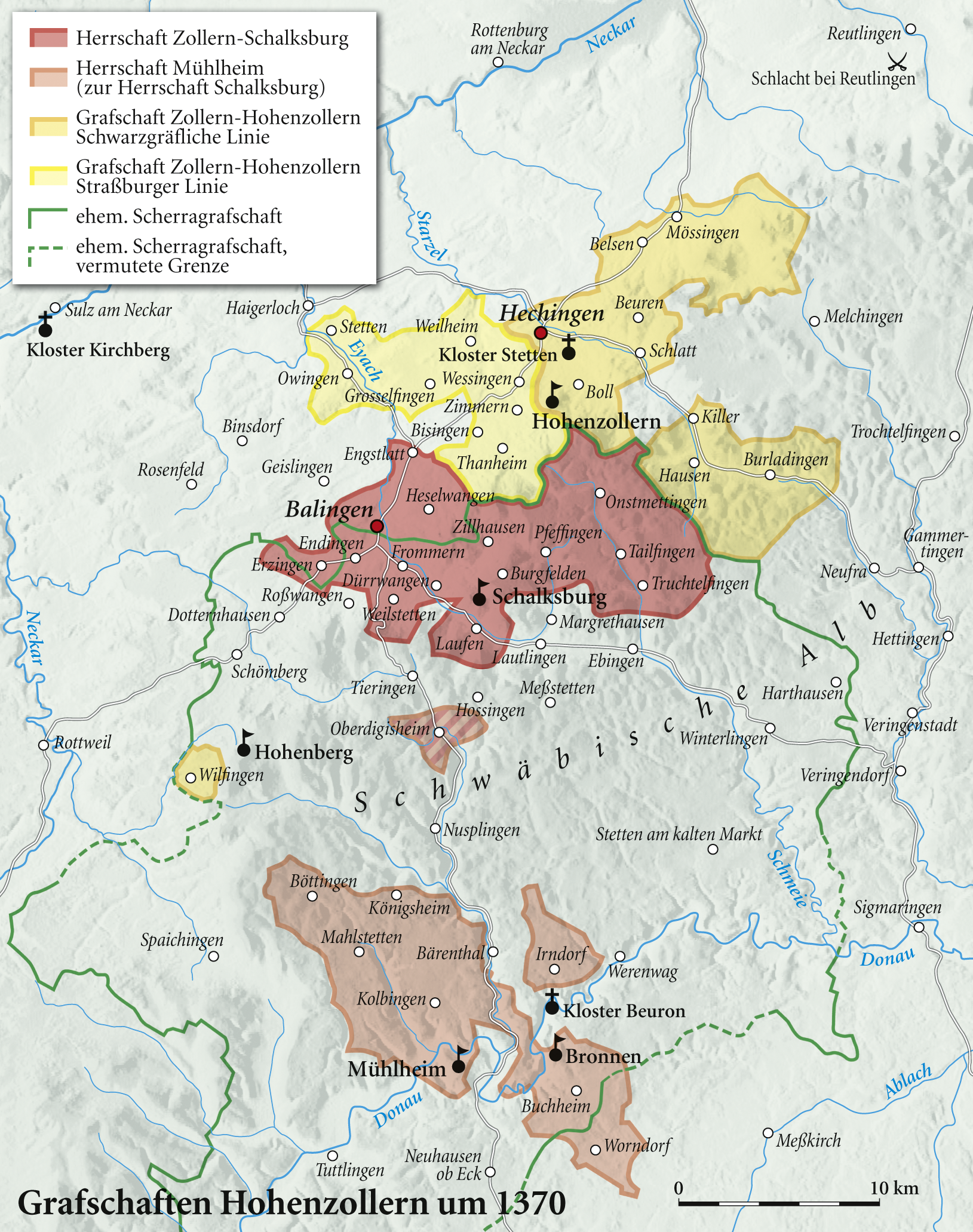
Grafschaft Scherra (grün umrandet)

    - pagus Piritiloni (nach Graf Pirihtilo um 775), Pirihtilinbaar (ebenfalls nach Pirihtilo) und Purihdinga, die von 785 bis 797 im Westen der Scherra genannt werden

  - Nagoldgau (bei Nagold, so genannt ab etwa 780) 
    - Waldgau
    - Westergau

  - Aitrachtal (bei Geisingen, so genannt ab 770)
  - Albuinsbaar (bei Löffingen, so genannt ab 851 nach Tribun Albuin (um 770))
  - Baar (im engeren Sinn um Rottweil, so genannt ab 961)
- Ostbaar (Folcholtsbaar, bis etwa 830 geeint)
  - Appha (bei Riedlingen, so genannt ab 835)
  - Eritgau (bei Ertingen, zeitweise in zwei Teile gespalten, erstmals genannt 839)
  - Alaholfsbaar (bei Munderkingen, 760 genannt; 788 Albuinsbaar, später Munterichshuntare genannt)

Die Baaren wurden anfangs vermutlich vom Geschlecht der Alaholfinger oder Bertholde verwaltet, was in der Ostbaar noch bis zum Aussterben der Alaholfinger 973 der Fall war, während die Westbaar bereits um 770 in die oben genannten vier Teile gespalten war.

## Herrscher der (West-)Baar
- Adalhart (763–775)
- Pirihtilo, oder Birchtilo (775)
- Gerold (785, 790)
- Rothar (786–817)
- Tiso (818–825)
- Uto (838–857)
- (Bernhard?), genannt als Karl, Sohn Karls des Dicken
- Burchard (889–911)
- Hiddibald (994–1007)

darauf folgten die Zähringer, deren Mittelpunkt in der Baar die Kürnburg bei Unterbränd bei Bräunlingen war, nach dem Tod des Zähringer Herzogs Berthold V. folgten Streitigkeiten, die der Graf Egino von Urach für sich entschied →Fürsten von Fürstenberg